# Prix Auguste François
Prix Auguste François är ett montélopp för fem–tioåriga hingstar, valacker och ston som äger rum i december på Hippodrome de Vincennes i Paris i Frankrike. Det är ett Grupp 3-lopp; hästen måste ha sprungit in minst 54 000 euro för att få starta.
Loppet rids över 2175 meter på stora banan på Vincennes, med voltstart. Den samlade prissumman är 90 000 euro och 40 500 euro är första pris.

## Vinnare
| År   | Häst               | Efter            | Kusk               | Tränare              | Tid    |
| ---- | ------------------ | ---------------- | ------------------ | -------------------- | ------ |
| 2024 | Filwell            | Qwerty           | Adrien Lamy        | Pierre Levesque      | 1'11"0 |
| 2023 | Fulton             | Royal Dream      | Damien Bonne       | Jean-Michel Bazire   | 1'11"3 |
| 2022 | Dimo d'Occagnes    | Timoko           | Adrien Lamy        | Antonio Ripoll Rigo  | 1'11"4 |
| 2021 | Florida Sport      | Tornado Bello    | Mathieu Mottier    | Charles Antoine Mary | 1'10"4 |
| 2020 | Etonnant           | Timoko           | Anthony Barrier    | Richard Westerink    | 1'10"7 |
| 2019 | Boss du Meleuc     | Lucky Blue       | Alexandre Abrivard | Yannick Alain Briand | 1'10"6 |
| 2018 | Boss du Meleuc     | Lucky Blue       | Alexandre Abrivard | Yannick Alain Briand | 1'10"7 |
| 2017 | Val Royal          | Capriccio        | Éric Raffin        | Jean-Michel Bazire   | 1'11"8 |
| 2016 | Veloce du Banney   | Quaro            | Franck Nivard      | Franck Leblanc       | 1'12"1 |
| 2015 | Moving On          | Quite Easy U.S.  | Franck Nivard      | Fabrice Souloy       | 1'11"0 |
| 2014 | Uppercut de Manche | Neutron du Cebe  | Damien Bonne       | Thierry Raffegeau    | 1'11"7 |
| 2013 | Rapide du Digeon   | Urfist des Pres  | Damien Bonne       | Thierry Raffegeau    | 1'11"8 |
| 2012 | Prince du Verger   | Axe des Sarts    | Alexandre Abrivard | Jean-Michel Baudouin | 1'12"4 |
| 2011 | Riglorieux du Bois | Indy de Vive     | Alexandre Abrivard | Jean-Michel Bazire   | 1'12"0 |
| 2010 | Pinson             | Baccarat du Pont | Alexandre Abrivard | Jean-Michel Bazire   | 1'11"4 |